# Eatニュース
『eatニュース』（イーエーティーニュース（2005年まで）、イートニュース（2005年4月から））は、愛媛朝日テレビで1995年4月1日の開局時から放送されているローカルニュース番組（スポットニュース）である。

## 概要
開局前のサービス放送期間中（1995年3月25日から同年3月31日まで）に試験放送された後、同年4月1日に放送を開始。愛媛朝日テレビは、開局から1997年9月28日までは19時前の土曜日と18時前の日曜日として時間帯にローカルニュースを放送していたが、同年10月4日に18時前の時間帯へ移した。
当初の番組タイトルロゴは「EATニュース」で、2005年3月31日まで10年間にわたって使用してきたが、同年4月1日、開局10周年を迎えたのを機に「eatニュース」へと変更した。
2006年10月1日放送分からはハイビジョン放送となっており、2016年現在では『ANNスーパーJチャンネル』のローカルニュースを内包している。

## 放送時間

### 現在
以下に挙げるのは基本時間。特番などの影響で変動する場合もあり、特に日曜の放送は稀に17:55枠での放送になる場合もある。また、時期によっては平日を中心に放送しない曜日を設けることもある。例として、2016年現在では水曜と木曜が放送休止日になっている。土曜・日曜夕方のローカルニュースは『ANNスーパーJチャンネル』内で放送されている。
- 月曜 - 金曜 11:40 - 11:45[1]、20:54 - 21:00
- 日曜 20:56 - 21:00

## 担当アナウンサー
- シフト勤務